# 한계 수입
한계 수입(MR; Marginal Revenue) 또는 한계수익은 생산자가 한 개의 상품을 더 팔 때 얻는 추가 수입(매출액)을 말한다.기초 미시경제학에서 중요한 개념이며, 한계수입은 (수입의 변화)/(팔린 상품의 개수의 변화)로도 표현할 수 있다.
보다 일반화 하자면, 한계수입은 판매된 상품의 개수의 변화가 1일 때 수입의 변화를 팔린 상품의 개수의 변화로 나누었을 때의 몫이다. 총 수입은 가격과 판매분량을 곱한 값이므로 ({\displaystyle TR=P\cdot Q}), 한계수입은 미분의 곱 규칙에 따라 다음과 같이 표현할 수도 있다:
{\displaystyle MR={\frac {dTR}{dQ}}={\frac {dP}{dQ}}\cdot Q+{\frac {dQ}{dQ}}\cdot P=P+Q\cdot {\frac {dP}{dQ}}}
생산자가 완전경쟁 시장에 속해있는 경우 상품의 가격은 팔린 개수와 무관하며 항상 일정하기 때문에 한계수입은 가격과 같다. 독점 시장에서는 더 많은 개수의 상품을 팔수록 가격이 떨어지기 때문에 한계수입은 가격보다 작다. 즉, 이윤 극대화를 위한 생산분량은 완전경쟁 시장에서보다 독점 시장에서 더 적을 것이나, 생산가격은 완전경쟁 시장에서보다 독점 시장에서 더 높다.
한계수입이 양의 값을 가질 때 수요의 가격탄력성도 양의 값을 가지며, 한계수입이 음의 값을 가질 때 수요의 가격탄력성도 음의 값을 가지게 된다. 한계수입이 0일 때에는 수요의 가격탄력성은 무조건 -1이다.

## 같이 보기
- 한계비용

## 참고서적
- 경제학들어가기, 이준구저 ISBN 978-89-18-10098-2